# Parodia gibbulosoides
Parodia gibbulosoides är en kaktusväxtart som beskrevs av F.H. Brandt. Parodia gibbulosoides ingår i släktet Parodia och familjen kaktusväxter. Inga underarter finns listade i Catalogue of Life.